# Gars am Inn

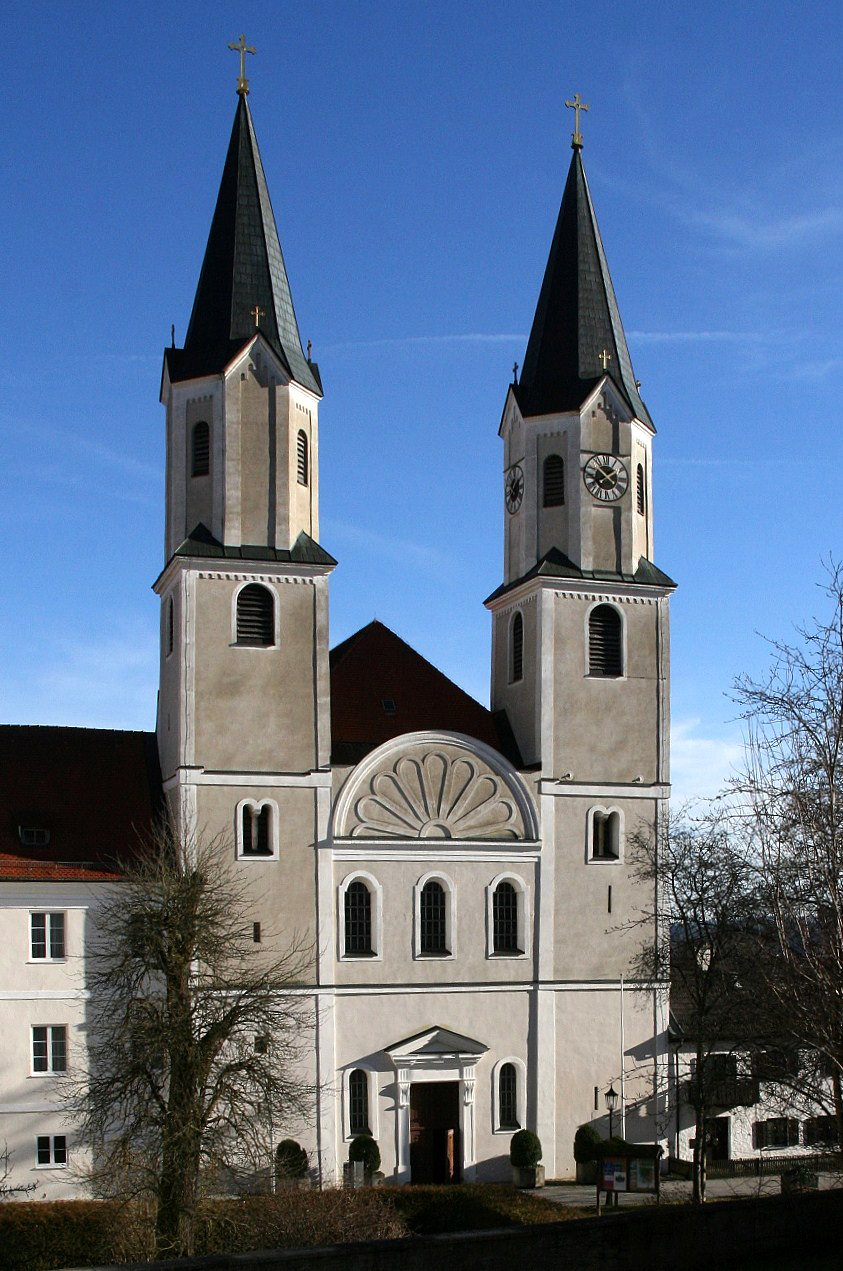
Gars am Inn

Gars am Inn este o comună-târg din districtul  Mühldorf am Inn, regiunea administrativă Bavaria Superioară, landul Bavaria, Germania.